# Mantenay-Montlin
Mantenay-Montlin  là một xã ở tỉnh Ain, vùng Auvergne-Rhône-Alpes thuộc miền đông nước Pháp.